# My Rock
My Rock es el segundo álbum de estudio del grupo musical canadiense Walk off the Earth, publicado en el 2010 por SlapDash Records. Contiene canciones del primer álbum de estudio Smooth Like Stone on a Beach y cuenta con la participación de Sarah Blackwood, que por entonces no era integrante efectiva de la banda.

## Lista de canciones
| N.º | Título                                                     | Duración |  |
| 1.  | «Once in a While»                                          | 3:20     |  |
| 2.  | «Julia»                                                    | 2:41     |  |
| 3.  | «Money Tree»                                               | 3:13     |  |
| 4.  | «Coolin'»                                                  | 3:50     |  |
| 5.  | «100 Proof Life» (canción de Smooth Like Stone on a Beach) | 3:54     |  |
| 6.  | «Disappointment»                                           | 2:58     |  |
| 7.  | «Broke» (canción de Smooth Like Stone on a Beach)          | 4:04     |  |
| 8.  | «Silent Prep»                                              | 0:23     |  |
| 9.  | «Luminati»                                                 | 0:10     |  |
| 10. | «Once in a While (Chopped n Screwed)»                      | 4:29     |  |
| 11. | «Petey Com Julia»                                          | 0:26     |  |
| 12. | «Julia (Chopped n Screwed)»                                | 3:38     |  |
| 13. | «Petey Com Money Tree»                                     | 1:07     |  |
| 14. | «Money Tree (Chopped n Screwed)»                           | 4:17     |  |
| 15. | «Petey Com Coolin'»                                        | 0:39     |  |
| 16. | «Coolin' (Chopped n Screwed)»                              | 5:11     |  |
| 17. | «Petey Com 100 Proof Life»                                 | 0:35     |  |
| 18. | «100 Proof Life (Chopped n Screwed)»                       | 5:14     |  |
| 19. | «Petey Com Disappointment»                                 | 1:17     |  |
| 20. | «Disappointment (Chopped n Screwed)»                       | 4:00     |  |
| 21. | «Broke (Chopped n Screwed)»                                | 6:15     |  |
| 22. | «Petey Com on Secret Track»                                | 0:47     |  |
| 23. | «Corner of Queen»                                          | 1:58     |  |

## Créditos[2]
- Gianni Luminati: voz, guitarra, bajo, percusión.
- Ryan Marshall: voz, guitarra, bajo.
- Peter Kirkwood: percusión.